# Sōami
Sōami (jap. 相阿弥), znany też jako Shinsō (jap. 真相); ur. ok. 1455, zm. 1525 – japoński artysta tworzący w okresie Muromachi.

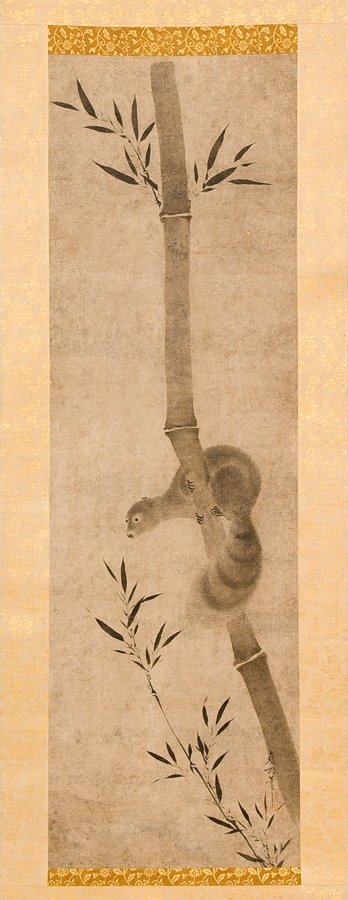
Obraz Sōami

Wnuk Nōami i syn Geiami. Tworzył malarstwo pejzażowe w stylu suiboku, inspirowane twórczością chińskiego malarza i mnicha Muqi. Zajmował się również poezją, był mistrzem ceremonii herbaty i ikebany, a także projektował ogrody, m.in. w świątyniach Ryōan-ji i Daitoku-ji w Kioto. Jako dōbōshū na dworze sioguna Yoshimasy Askikagi opracował opublikowany w 1511 roku Kundaikan sō choki, katalog dzieł znajdujących się w dworskiej kolekcji. Jest także autorem traktatu o zdobnictwie Goshoku-ki.